# Finnair

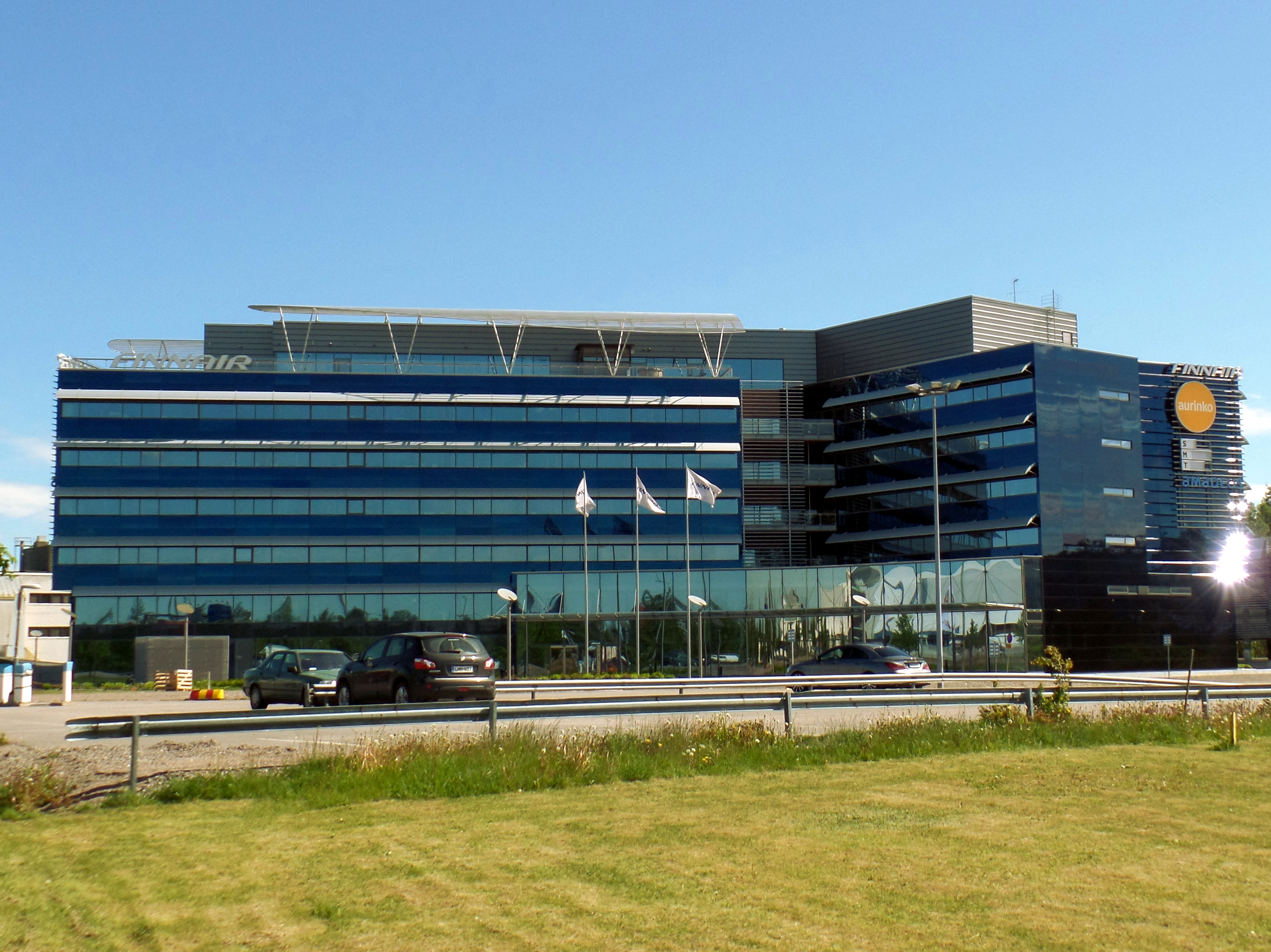
Finnair head office: House of Travel and Transportation (HOTT)

Finnair là hãng hàng không lớn nhất và là hãng hàng không quốc gia của Phần Lan có trụ sở ở Vantaa, Phần Lan và trung tâm hoạt động chính tại Sân bay Helsinki-Vantaa. Hãng này được thành lập năm 1923, Finnair và các công ty con của nó chiếm ưu thế thị trường hàng không nội địa và quốc tế ở Phần Lan. Finnair là một thành viên của liên minh các hãng hàng không Oneworld. Năm 2006, hãng đã vận chuyển 8,8 triệu khách trên một mạng lưới 15 điểm đến nội địa và 55 điểm đến quốc tế. Ngoài ra còn có khoảng 50 điểm đến thuê bao theo mùa. 
Hãng này đã không có tai nạn chết người từ năm 1963, và cũng có hư hại máy bay kể từ đó, xếp hạng là hãng hàng không an toàn thứ hai mọi thời đại (sau hãng Qantas của Úc).

## Đội bay

### Đội bay hiện tại

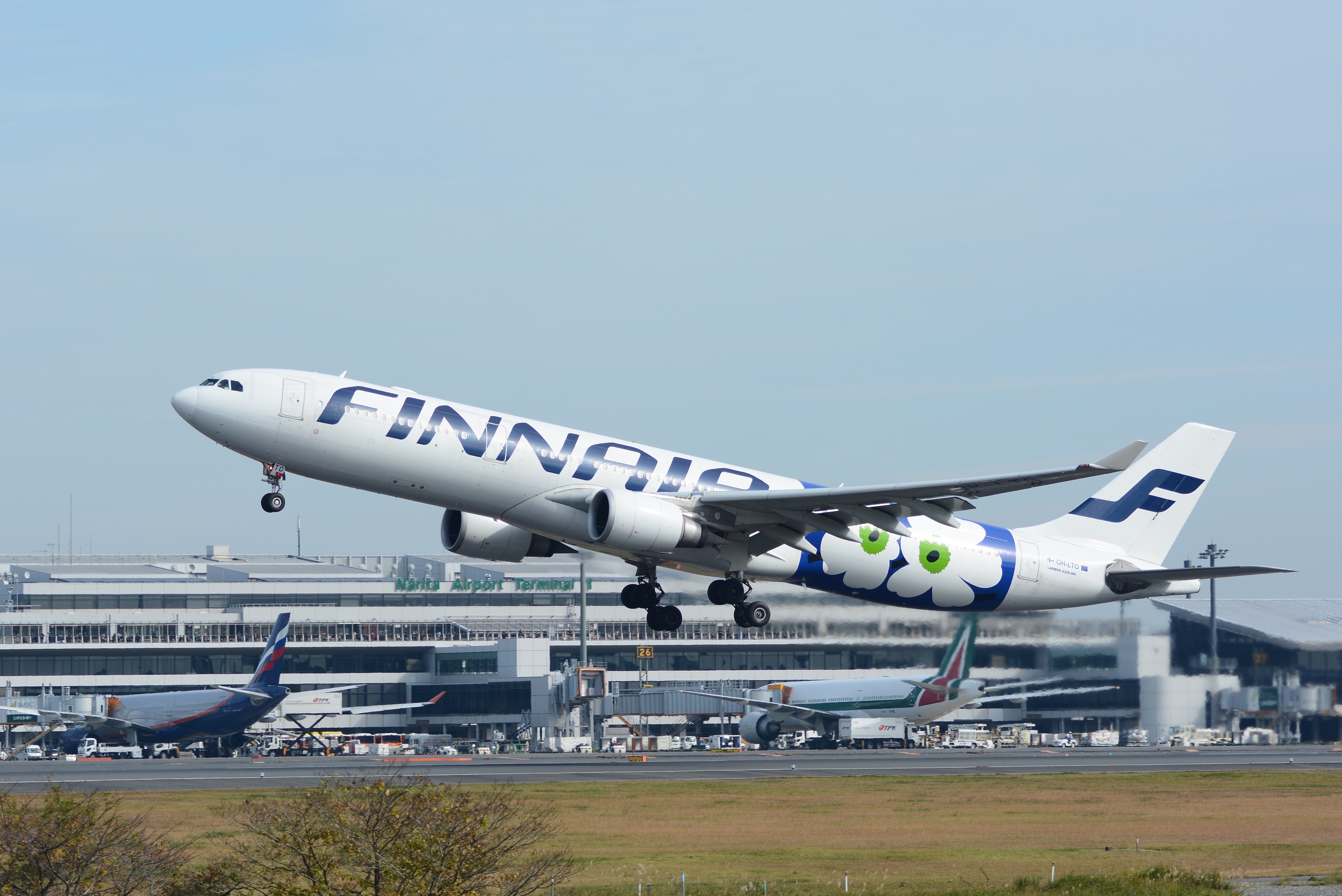
Airbus A330-300 với họa tiết Marimekko Unikko

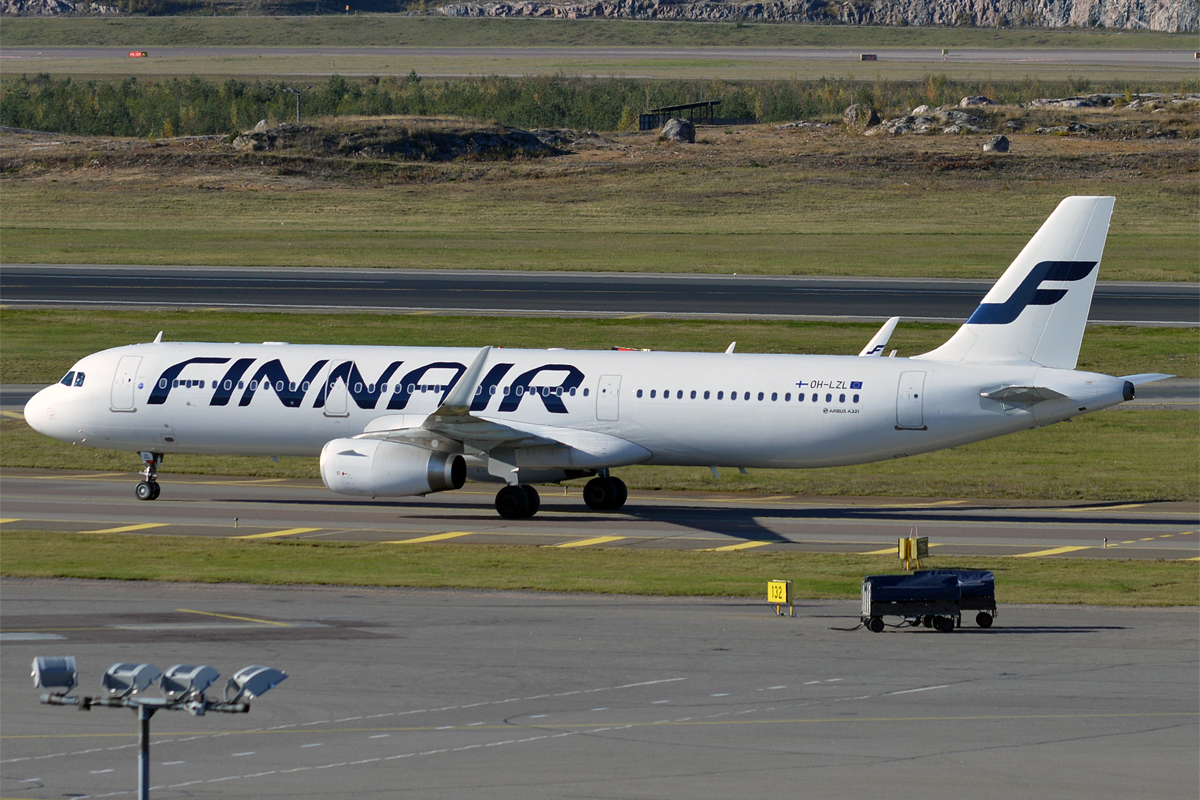
Airbus A321

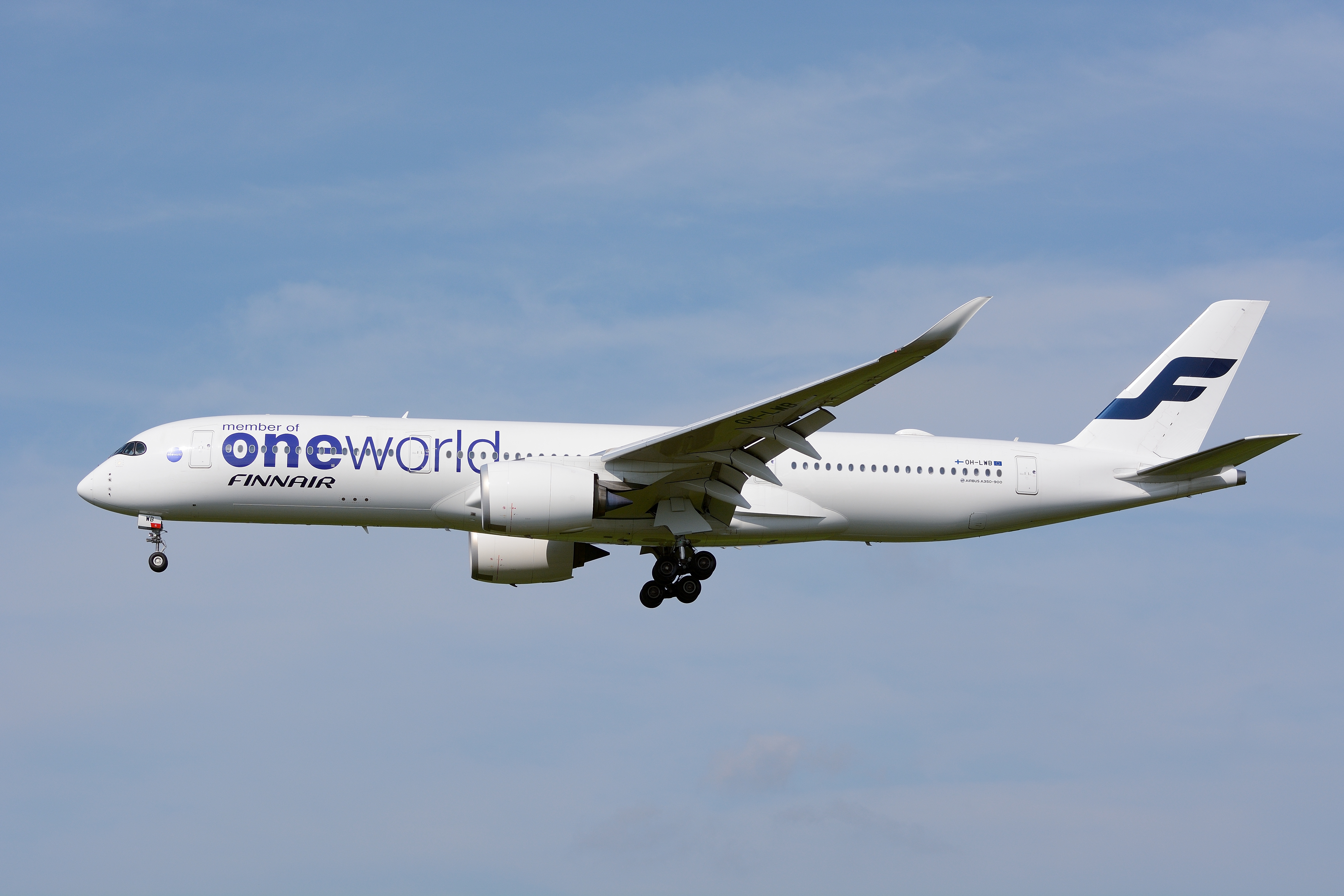
Airbus A350-900 trong màu sơn member of Oneworld

Tính đến tháng 6/2024:
| Máy bay         | Đang hoạt động | Đặt hàng | Hành khách | Hành khách | Hành khách | Hành khách | Ghi chú                                           |
| Máy bay         | Đang hoạt động | Đặt hàng | J          | W          | Y          | Tổng       | Ghi chú                                           |
| --------------- | -------------- | -------- | ---------- | ---------- | ---------- | ---------- | ------------------------------------------------- |
| Airbus A319-112 | 6              | —        | 14         | —          | 130        | 144        |                                                   |
| Airbus A320-214 | 10             | —        | 14         | —          | 160        | 174        |                                                   |
| Airbus A321-200 | 15             | —        | 16         | —          | 193        | 209        |                                                   |
| Airbus A330-302 | 8              | —        | 45         | 40         | 178        | 263        | Trang bị thêm hạng Phổ thông Đặc biệt từ năm 2020 |
| Airbus A330-302 | 8              | —        | 32         | 40         | 217        | 289        | Trang bị thêm hạng Phổ thông Đặc biệt từ năm 2020 |
| Airbus A350-900 | 17             | 2        | 46         | 43         | 208        | 297        | Trang bị thêm hạng Phổ thông Đặc biệt từ năm 2020 |
| Airbus A350-900 | 17             | 2        | 32         | 42         | 262        | 336        | Trang bị thêm hạng Phổ thông Đặc biệt từ năm 2020 |
| ATR 72-500      | 12             | —        | —          | —          | 68         | 68         | Thuê từ Nordic Regional Airlines                  |
| ATR 72-500      | 12             | —        | —          | —          | 72         | 72         | Thuê từ Nordic Regional Airlines                  |
| Embraer 190LR   | 12             | —        | 12         | —          | 88         | 100        | Khai thác bởi Nordic Regional Airlines            |
| Tổng cộng       | 80             | 2        |            |            |            |            |                                                   |

### Đội bay mang màu sơn đặc biệt
| Mã đăng kí | Màu sơn                             | Máy bay         |
| ---------- | ----------------------------------- | --------------- |
| OH-LVD     | Oneworld                            | Airbus A319-100 |
| OH-LTO     | Marimekko 50th Anniversary "Unikko" | Airbus A330-300 |
| OH-LWB     | Oneworld                            | Airbus A350-900 |
| OH-LWL     | Marimekko Kivet                     | Airbus A350-900 |
| OH-LKN     | Oneworld                            | Embraer 190LR   |

### Đội bay dừng hoạt động
- Junkers F.13 (1924-1935)
- Junkers G.24 (1926-1935)
- Junkers Ju 52/3m (1932-1949)
- de Havilland Dragon Rapide (1937-1947)
- Douglas DC-2 (1941-1948)
- Douglas DC-3 (1947-1967)
- Convair CV-440 Metropolitan (1953-1980)
- Sud Aviation Caravelle 1A (1960-1964)
- Sud Aviation Caravelle 10B (Super Caravelle) (1964-1983)
- Douglas DC-8-62CF (1969-1981)
- Douglas DC-8-62 (1975-1986)
- Douglas DC-9-10, DC-9-40, DC-9-50 (1971-2003)
- McDonnell Douglas DC-10-30/ER (1981-1996)
- McDonnell Douglas DC-10-30(1975-1996)
- Fokker F27 (1980-1987)
- McDonnell Douglas MD-82, MD-83, MD-87 (1983-2006)
- ATR-42 (1986-1990)
- Airbus A300B4 (1986-2004) Lastly leased to Air Scandic of Jersey (now defunct).

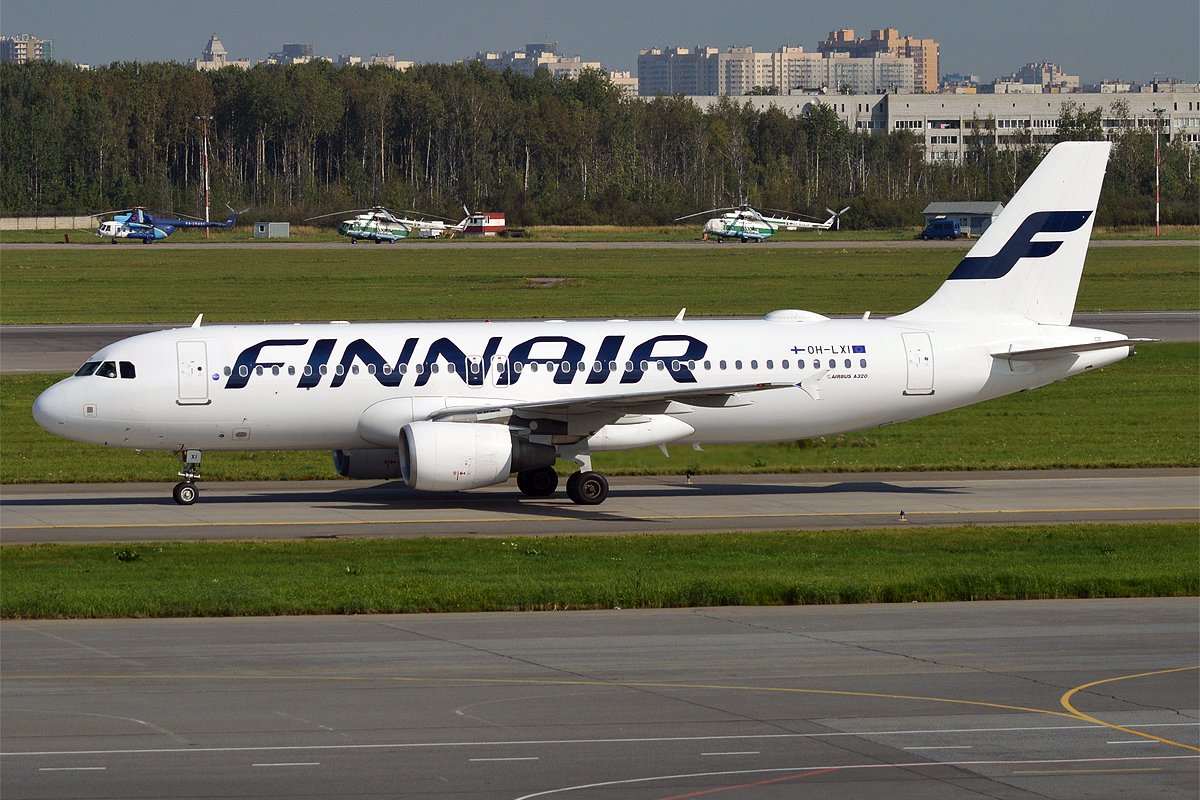
Airbus A320-200

- ATR-72 (1989-2004)
- Saab 340 (1995-1998)

## Thỏa thuận

### Liên danh
Finnair có thỏa thuận chia sẻ với các hãng:
- Aeroflot
- Air China
- Air France
- Air Serbia
- American Airlines
- Alaska Airlines
- Bangkok Airways
- Belavia
- Braathens Regional Airways
- British Airways
- Cathay Pacific
- China Southern Airlines
- Czech Airlines
- Fiji Airways
- Iberia Airlines
- Icelandair
- Japan Airlines
- Jetstar Airways
- Jetstar Asia Airways
- Juneyao Airlines
- Malaysia Airlines
- Qantas
- Qatar Airways
- SriLankan Airlines
- TAP Air Portugal
- Turkish Airlines
- Vietnam Airlines
- Widerøe

### Hợp tác
- American Airlines
- British Airways
- Iberia Airlines
- Japan Airlines
- Juneyao Airlines

## Bị chỉ trích vì cấm tiếp viên đeo khẩu trang do dịch bệnh Covid-19 ở Vũ Hán, Finnair đổi ý
Hãng hàng không quốc gia của Phần Lan đã quay ngược 180 độ và gỡ bỏ lệnh cấm đeo khẩu trang với tiếp viên hàng không do lo ngại lây lan cúm Vũ Hán.
Theo SCMP, quyết định này của lãnh đạo Finnair đến từ việc những tiếp viên của hãng tại Hong Kong cáo buộc hãng vi phạm quyền con người cơ bản và đưa sức khỏe nhân viên cùng hành khách vào thế nguy hiểm. Hãng ban đầu đã quyết giữ lệnh cấm vì đeo khẩu trang trên chuyến bay là điều không phổ biến ở châu Âu.
Hãng bay có thể sẽ tiếp tục giám sát tình hình và thông tin tới người lao động để đảm bảo tốt nhất sức khỏe của cả hành khách và của tổ bay.
Quyết định trên đưa ra chỉ 19 giờ sau khi hãng bay này khẳng định sẽ giữ nguyên chính sách cấm tổ bay đeo khẩu trang với lý do đó không phải là điều phổ biến ở châu Âu và không có nhà chức trách y tế nào khuyến nghị tiếp viên hàng không nên đeo khẩu trang khi làm việc.